# Javier Gil de la Puente
Javier Gil de la Puente (Aranda de Duero 1959) es un médico y pintor español con una continuada actividad en relación con diferentes artes plásticas  como el diseño gráfico de carteles y publicaciones, así como la ilustración de libros.
Ha participado en múltiples exposiciones individuales y colectivas obteniendo diversos premios destacando el Primer Premio Certamen Nacional Vela Zanetti.

## Biografía
Nació en Aranda de Duero, provincia de Burgos.
Sus pasos académicos se enfocaron a la medicina licenciándose en la Universidad de Valladolid en 1982.
Mágister en Bioética,  ha ocupado cargos en comités de Bioética en la Sanidad Pública de Castilla y León donde ejerce la medicina  en atención primaria de Aranda de Duero  rural. 
Su interés por la Historia de la Medicina le ha llevado a ser un estudioso de la vida de Ramón y Cajal del que ha realizado publicaciones y conferencias.

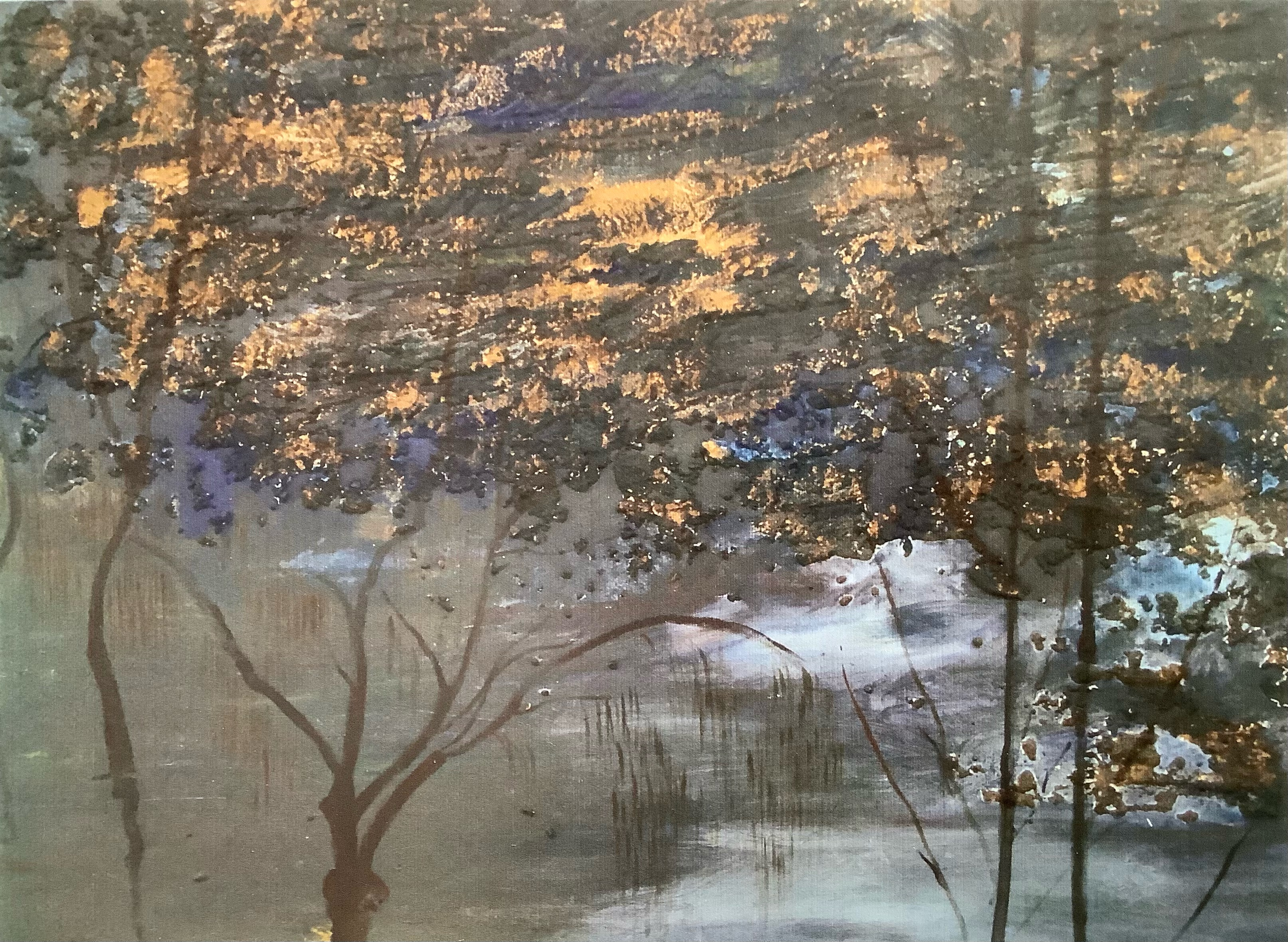
"Crecida del Duero". Pintura acrílica sobre lienzo de Javier Gil

Pronto desarrolló sus  inquietudes plásticas hacia la pintura,  el diseño gráfico o la ilustración de libros.

## Exposiciones individuales
1984: "El Barco" Valladolid.
1990: Acuarelas. El Caño Argales. Valladolid
1993: La Ermita. Tudela de Duero (Valladolid)
1995: El Rincón de Silos, Santo Domingo de Silos
2003: Grabados. Nuevo Casino de Pamplona.
2005: "El ser y la nada". Casa de Cultura de Aranda de Duero.
2008: Dentro del horizonte. Biblioteca Central Universidad de Burgos

## Exposiciones colectivas
1997: Exposición de Carteles Finalistas para las fiestas de San Fermín. Pamplona.
2003: "Después de cruzar el cielo". Casa De Cultura de Aranda De Duero
2003: 30 x 30. Galería Colomo. Valladolid 
2006: "LLamando a las puertas del cielo". Pamplona.
2019: Una celebración en Tierra de Campos. Monzón de Campos, Palencia
2019: Pícnic. Conectando periferias. Casa de Indias. El Puerto de Santa María, Cádiz

## Conferencias en Cursos de Verano de la Universidad de Burgos
2016: La imagen representada. Curso: El poder de la imagen en el arte
2017: Arte y ciencia de Ramón y Cajal. Curso : Arte y naturaleza

2019: Cezanne, una puerta hacia la pintura abstracta. Curso: lo bello y necesario

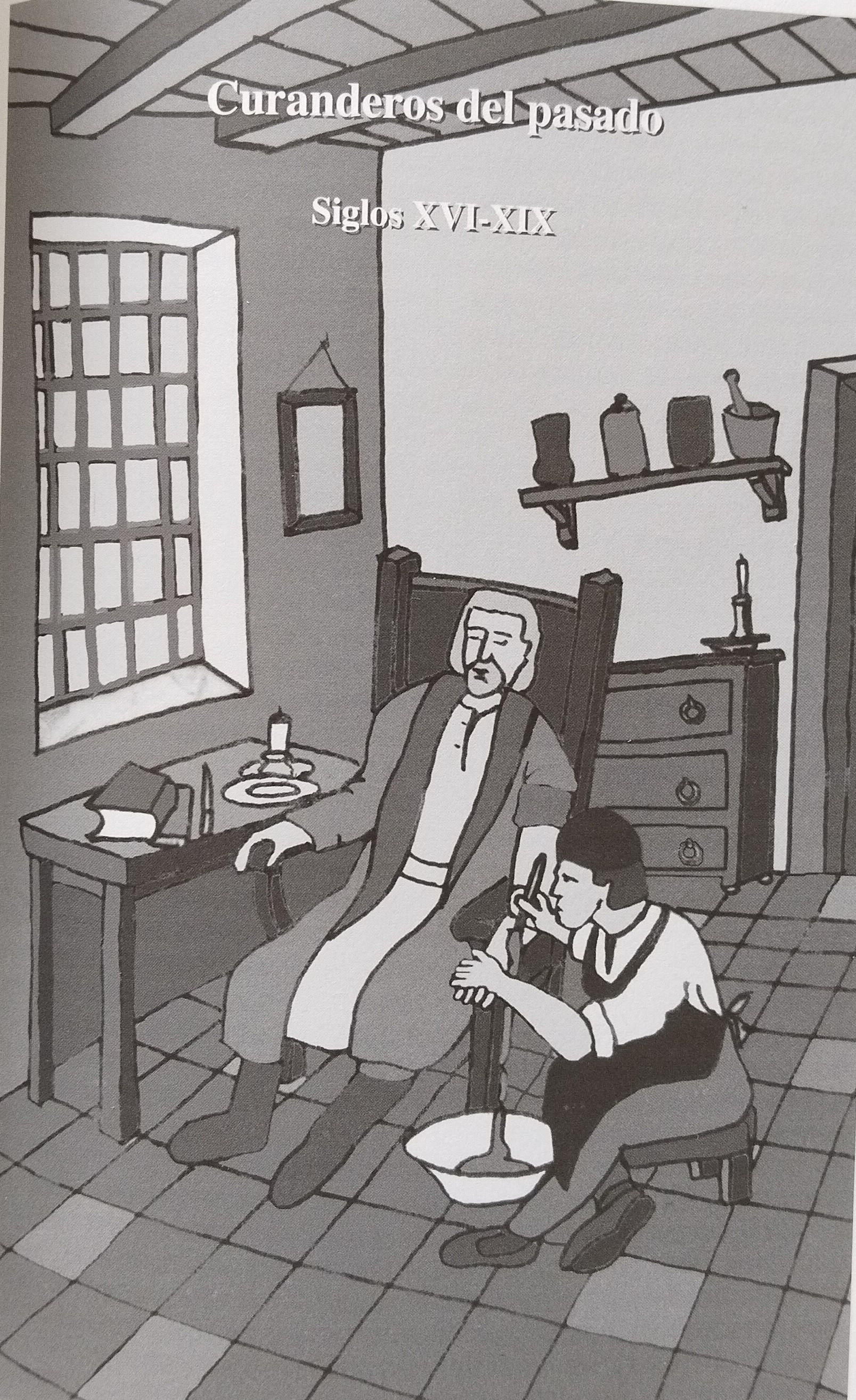
Ilustración del libro "Curanderismo y medicina popular en el entorno de Navarra"

## Premios
1984: Primer Premio Concurso de Pintura Rápida A.D.C. Michelin
1986: Primer Premio del Concurso de Carteles para la Feria del Libro de Aranda de Duero.
1987: Primer Premio Jóvenes Pintores. VII Concurso Nacional "Ciudad de Burgos"
1999: Finalista Certamen nacional Vela Zanetti
2000: Finalista Certamen nacional Vela Zanetti.
2003: Primer Premio Certamen Nacional Vela Zanetti.
Agradecimiento del Ayuntamiento de Aranda a Javier Gil Puente por la confección de los Carteles del Certamen de Bandas de Música de Aranda de Duero del 2000 al 2024.